# Appius Claudius Caudex
Appius Claudius Caudex est un membre de la gens patricienne des Claudii et consul en l'année 264 av. J.-C., et le jeune frère d'Appius Claudius Caecus.

## Biographie
En 265 av. J.-C., Hiéron II de Syracuse attaque Messine. Les Mamertins, mercenaires de Campanie qui se sont emparés de cette ville, en ont fait leur base de guerre en Sicile, font appel à Carthage et à Rome. Les Carthaginois qui se trouvent à Lipari toute proche interviennent immédiatement et installent une garnison à Messine, obligeant Hiéron à renoncer à soumettre cette ville. De son côté, Rome hésite. Les Carthaginois, par l'intermédiaire de Hannon le Grand, s'entendent avec Hiéron II de Syracuse contre Messine, qui s'est débarrassé de la garnison carthaginoise.
Appius Claudius Caudex est élu consul de Rome en l'année 264 av. J.-C. Il réussit à pousser la République romaine à entrer dans le conflit en aidant les Mamertins, malgré l'opposition de quelques sénateurs romains. Il part pour Rhegium, d’où il parvient à débarquer à Messine avec une armée. La garnison carthaginoise s'est retirée et Appius Claudius s'empare de la ville, allié aux Mamertins. Il envoie des ambassadeurs aux deux assiégeants, Hiéron et Hannon. Ces derniers l'ignorent et le siège continue. La première guerre punique est déclarée.
Claudius mène alors ses troupes à l'extérieur de la ville, et vainc les Syracusains. Le jour suivant, Claudius bat aussi les Carthaginois. Plus tard, Hiéron II de Syracuse, défait par les Romains, est obligé de s'allier avec la République et laisse seul Carthage face à Rome.
Il est le père de Publius Claudius Pulcher, consul en 249 av. J.-C.

## Sources
- (en) Cet article est partiellement ou en totalité issu de l’article de Wikipédia en anglais intitulé « Appius Claudius Caudex » (voir la liste des auteurs).
- Diodore de Sicile, Histoire universelle, Livres XXII & XXIII